# Elli Silman
Elli Silman, auch Elly Silman; (* 1. September 1898 als Elly Schulvater in Berlin; † 20. November 1982 ebenda) war eine deutsch-amerikanische Dramaturgin und nach 1945 eine der bedeutendsten Schauspielagentinnen in Deutschland.

## Leben
Die gebürtige Elly Schulvater begann ihre Karriere als Sekretärin bei der UFA. In der Spätphase der Weimarer Republik diente sie unter anderem als Dramaturgin für den UFA-Regisseur und -Produzenten Alfred Zeisler. 1932/33 übernahm sie die Produktionsleitung bei dem Film Keinen Tag ohne dich, einer Produktion ihres Ex-Ehemanns Herbert Silbermann.
Als Jüdin musste sie 1933 infolge der „Machtergreifung“ Deutschland verlassen. Es folgten lange Wanderjahre durch Westeuropa und in die Vereinigten Staaten. Zunächst emigrierte Elli Silman in die Niederlande, dann (1937) nach Frankreich und im Januar 1939 schließlich in die Vereinigten Staaten. In Hollywood fand sie 1940 Beschäftigung in der Playmarket Agency. Ab Juni 1943 führte sie eine eigene Agentur für Autoren und Schauspieler. Am 10. November 1944 wurde Elli Silman eingebürgert.
Als US-Filmoffizierin kehrte Elli Silman gleich nach Kriegsende nach Deutschland zurück und war dort anfänglich für die US-Militärzensur tätig. In diesem Bereich arbeitete sie eng mit Erich Pommer zusammen. 1949 ging sie erneut nach Hollywood, um sich in der Lyons Agency der Schauspieler-Betreuung zu widmen. Im Laufe der 50er Jahre wurde Elli Silman eine der rührigsten Schauspieler-Managerinnen der noch jungen Bundesrepublik. Der erste von ihr vertretene deutsche Star, den sie 1948 nach Hollywood (David O. Selznick) vermittelte, wurde Hildegard Knef. Weitere Silman-Klienten waren unter anderen Senta Berger, Elke Sommer, Rolf Eden, Christa Linder, Horst Naumann und Thomas Fritsch. In München war sie Mitbesitzerin der Künstleragentur Alexander-Silman.
Elli Silman war von 1919 bis 1928 mit Herbert Silbermann verheiratet, der bis 1933 beim deutschen Film als Filmproduzent und Herstellungsleiter gearbeitet hatte.

## Weblink
- Elli Silmann Biografie auf transatlanticperspectives.org